# Konstsim vid världsmästerskapen i simsport 2015
Konstsim vid världsmästerskapen i simsport 2015 i Kazan avgjordes mellan 25 juli och 1 augusti. De tävlande gjorde upp om medaljer i nio stycken grenar.
Den 29 november 2014 beslutade FINA att införa två mix-grenar på programmet vilket innebar att män för första gången fick delta i ett världsmästerskap i konstsim.  Historisk som första manlige guldmedaljör blev Bill May, USA, som tillsammans med Christina Jones tog guldet i tekniksimningen för mix-par.
Tävlingarna avgjordes på Kazan Arena där två temporära 50-metersbassänger placerats, normalt används arenan för fotboll.

## Medaljsummering
| Disciplin           | Guld | Silver | Brons |
| Individuellt teknik | Svetlana Romasjina (RUS) | Ona Carbonell (ESP) | Sun Wenyan (CHN) |
| Individuellt fri    | Natalja Isjtjenko (RUS) | Huang Xuechen (CHN) | Ona Carbonell (ESP) |
| Par teknik          | Ryssland Natalja Isjtjenko Svetlana Romasjina | Kina Huang Xuechen Sun Wenyan | Japan Yukiko Inui Risako Mitsui |
| Par fri             | Ryssland Natalja Isjtjenko Svetlana Romasjina | Kina Huang Xuechen Sun Wenyan | Ukraina Lolita Ananasova Anna Volosjyna                                                                                                   |
| Lag teknik          | Ryssland Vlada Tjigireva Michaela Kalantja Svetlana Kolesnitjenko Liliia Nizamova Aleksandra Patskevitj Elena Prokofjeva Alla Sjisjkina Maria Sjurotjkina Anzjelika Timanina Gelena Topilina                                    | Kina Gu Xiao Guo Li Huang Xuechen Li Xiaolu Liang Xinping Sun Wenyan Tang Mengni Xiao Yanning Yin Chengxin Zeng Zhen                  | Japan Aika Hakoyama Aiko Hayashi Yukiko Inui Kei Marumo Risako Mitsui Kanami Nakamaki Mai Nakamura Kano Omata Asuka Tasaki Kurumi Yoshida |
| Lag fri             | Ryssland Vlada Tjigireva Svetlana Kolesnitjenko Aleksandra Patskevitj Elena Prokofjeva Alla Sjisjkina Maria Sjurotjkina Anzjelika Timanina Gelena Topilina Liliia Nizamova Darina Valitova                                      | Kina Gu Xiao Guo Li Li Xiaolu Liang Xinping Sun Wenyan Tang Mengni Yin Chengxin Zeng Zhen Huang Xuechen Xiao Yanning                  | Japan Aika Hakoyama Aiko Hayashi Yukiko Inui Kei Marumo Risako Mitsui Kanami Nakamaki Mai Nakamura Kurumi Yoshida Kano Omata Asuka Tasaki |
| Mix par teknik      | USA Christina Jones Bill May | Ryssland Aleksandr Maltsev Darina Valitova                                                                                            | Italien Manila Flamini Giorgio Minisini                                                                                                   |
| Mix par fri         | Ryssland Aleksandr Maltsev Darina Valitova | USA Kristina Lum Bill May | Italien Mariangela Perrupato Giorgio Minisini                                                                                             |
| Lag fri kombination | Ryssland Vlada Tjigireva Mikhaela Kalantja Svetlana Kolesnitjenko Liliia Nizamova Aleksandra Patskevitj Elena Prokofjeva Svetlana Romasjina Alla Sjisjkina Maria Sjurotjkina Anzjelika Timanina Gelena Topilina Darina Valitova | Kina Gu Xiao Guo Li Huang Xuechen Li Mo Li Xiaolu Liang Xinping Sun Wenyan Sun Yijing Tang Mengni Xiao Yanning Yin Chengxin Zeng Zhen | Japan Aika Hakoyama Aiko Hayashi Yukiko Inui Kei Marumo Risako Mitsui Kanami Nakamaki Mai Nakamura Kano Omata Asuka Tasaki Kurumi Yoshida |